# Louis de Brouckère

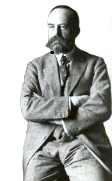
Louis de Brouckère (1917)

Louis de Brouckère (* 31. Mai 1870 in Roeselare; † 4. Juni 1951 in Brüssel) war Präsident der Sozialistischen Arbeiterinternationale und belgischer Politiker.

## Leben
Während des Ersten Weltkrieges besuchte er 1917 kurz vor der Oktoberrevolution Russland und setzte sich mit Émile Vandervelde und Hendrik de Man für die Beendigung des Krieges ein. Im Zweiten Weltkrieg unterzeichnete er 1939 in Lüttich ein Manifest, das eine Politik der Neutralität Belgiens ablehnte und stattdessen die Zusammenarbeit mit Frankreich gegen das faschistische Deutschland forderte.
Von 1939 bis 1944 gehörte er zu den Mitarbeitern der belgischen Exilregierung in London unter dem katholischen Premierminister Hubert Pierlot und dem sozialistischen Außenminister Paul-Henri Spaak. Mit Paul van Zeeland entwarf er das Konzept für eine westeuropäische Wirtschafts- und Währungsunion, das maßgeblich zur Gründung  der Zollunion der Beneluxstaaten am 5. September 1944 beitrug, die am 1. Januar 1948 in Kraft trat. Auch an dem Zustandekommen des Benelux-Vertrags vom 3. Februar 1958, durch den der Benelux-Wirtschaftsunion (Benelux Economische Unie/Union Économique Benelux) gegründet wurde, war er maßgeblich beteiligt. Dieser Vertrag gilt heute als die Keimzelle der heutigen Europäischen Union.
1926 wurde er zum korrespondierenden und 1934 zum ordentlichen Mitglied der Académie royale des Sciences, des Lettres et des Beaux-Arts de Belgique gewählt. Er lehrte als Professor an der Université libre de Bruxelles.